# Kłobukowice
Kłobukowice – wieś w Polsce, w województwie śląskim, w powiecie częstochowskim, w gminie Mstów.

## Położenie
Wieś jest położona na granicy Wyżyny Krakowsko-Częstochowskiej z Wyżyną Wieluńską. W większości leży na wzniesieniu w pobliżu rzeki Warty, część wsi znajduje się jednak bezpośrednio nad jej brzegami. Historycznie miejscowość leży na terenie ziemi sieradzkiej.

## Nazwa
Pierwsza wzmianka w dokumencie z 1220 roku wymienia wieś w staropolskiej formie jako Clobukowycze, później w papieskim dokumencie w 1250 roku notowano ją także w zlatynizowanej staropolskiej formie jako Clobucovice. Nazwa miejscowości jest patronimiczna - pochodzi od nazwy osobowej Kłobuk lub Kłobukowicz.

## Historia

### Prehistoria
Na terenie miejscowości już w czasach epoki kamienia występowało osadnictwo, potwierdzają to badania archeologiczne, które doprowadziły do odkrycia min. narzędzi krzemiennych oraz półsurowca krzemiennego.                                                                                                                              

### Średniowiecze
Pierwsza wzmianka historyczna o miejscowości pochodzi z 1220 roku, z dokumentu biskupa krakowskiego Iwo Odrowąża dot. pobierania dziesięcin przez klasztor we Mstowie. Kolejna wzmianka o miejscowości znajduje się w łacińskim dokumencie z 1250 roku wydanym przez papieża Innocentego IV w Lyonie.                                                                                                                              
W 1400 roku miejscowość znajdowała się w posiadaniu kilku braci będących dziedzicami Zębocina: Dziersława, Jaśka (plebana kościoła św. Jakuba w Kazimierzu) Dobka, Klemensa i Poznana. Bracia w imieniu Dziersława sprzedali część wsi siostrze Katarzynie i jej synowi  Janowi z Barwałdu Górnego. Pomimo sprzedaży wieś pozostała w rękach Dziersława, świadczy o tym pisanie się jego syna lub wnuka o tym samym imieniu z tej miejscowości w 1440 i 1446 roku. W latach 1462-1463 dziedzicem Kłobukowic był Andrzej, współwłaściel Małus Starych (dziś Małusy Małe), a w latach 1471-1474 bracia Mikołaj i Stanisław. W 1529 roku Jan Długosz wspomina o świadczeniu dziesięciny snopowej o wartości 3 grzywien przez Kłobukowice na rzecz klasztoru mstowskiego. W latach 1552-1553 właścicielami wsi byli Mikołaj i Jakub Kłobukowscy, co może sugerować pojawienie się siedziby szlacheckiej w tym miejscu. Stan własnościowy wsi jako szlacheckiej utrzymywał się do XVIII wieku.  

### Okres zaborów
W dniu 16 grudnia 1797 r. król pruski Fryderyk Wilhelm III nadał dobra z powiatu częstochowskiego i radomszczańskiego, w tym Kłobukowice z przyległością Kuchary księciowi Ludwikowi Wirtemberskiemu. Tenże wkrótce, bo już około 1799 r. sprzedał te dobra, wraz z Kłobukowicami, Aleksandrowi Schoenaich von Carolath. W następnych latach właścicielami dóbr, w których składzie pozostaje wieś zostają min. Julian Sosnowski, Ignacy Turkułł i Jan Nofok. W listopadzie 1844 roku Wincenty Majewski nabywa część dóbr min. Kłobukowice, Kuchary, Krasice i Zawadę od Jana Nofoka za 341 000 zł. Przed 1883 rokiem na dobra Kłobukowic składały się wsie i folwarki w Kłobukowicach i Kucharach liczące 976 morgów. W tym okresie we wsi istniał już pałac wraz z budynkami gospodarczymi oraz parkiem. Do XIX wieku folwark zależny od Skrzydlowa. 

### Kłobukowice w posiadaniu Reszków
Od przełomu XIX i XX wieku samodzielny majątek ziemski w kluczu dóbr skrzydlowskich należący do Jana Reszke, dalsze losy wsi są opisywane w dwóch sprzecznych wersjach, wg. pierwszej - od 1920 roku wieś należy do jego bratanicy Emilii, która w 1928 roku dokonuje parcelacji majątku. Druga wersja mówi o posiadaniu wsi od 1922 roku przez bratanicę Janinę i jej męża Adama Nieniewskiego. 

### Ośrodek kolonijny i II wojna światowa
Od momentu przekazania pałacu w dzierżawę, a następnie na własność Zarządowi Miejskiemu w Częstochowie w zespole pałacowym w latach 30. XX wieku utworzony zostaje ośrodek kolonii letnich dla chłopców. Zarząd Miejski powierzył obiekty ośrodka Spółdzielni Spożywców "Społem". Placówka mogła pomieścić 500 dzieci, w trakcie trwania II wojny światowej (od 1941 roku) z powodu trudności ośrodek przyjmował rocznie 100 dzieci na dwa turnusy.  We wrześniu 1944 roku w budynkach ośrodka kolonijnego, a także w okolicznych domach i gospodarstwach udzielono schronienia rodzinom i sierotom uciekającym z burzonej Warszawy (min. Zbigniew Pawlicki ps. „Żbik”) oraz profesorom stołecznych uczelni. Akcją kwaterowania kierowali przedstawiciele Rady Głównej Opiekuńczej. 
16 stycznia 1945 roku, pluton zwiadu 54 Gwardyjskiej Brygady Pancernej, którym dowodził major Konoplickij zmierzając w kierunku Częstochowy zastosował manewr oskrzydlający, trasą Zawada - Kłobukowice - Cegielnia. Manewr poskutkował przejęciem mostu na rzece Warcie we Mstowie, i utorowania drogi dla czołgów nadciągających ze strony Koniecpola. 

### Okres Powojenny i Współczesność
Po 1945 roku w miejscowości (w budynku pałacu) funkcjonowała jednostka wojskowa, następnie w latach 50. Dom Starców i Zespół Uprawy Ziemi. W latach 1960-1974 we wsi istniał Państwowy Dom Dziecka. Od 1974 w Kłobukowicach działa Rolnicza Spółdzielnia Produkcyjna, następnie tereny zespołu pałacowego przejmuje PGR z Małus Wielkich. W 1989 roku Związek Młodzieży Wiejskiej po skomunalizowaniu pałacu odkupuje teren od gminy i starał się urządzić w miejscowości reprezentacyjny kompleks wypoczynkowy i Uniwersytet Ludowy. W 1991 roku prace prowadzone przez ZMW załamują się i nigdy nie zostają ukończone. Współcześnie (2024) trwają prace nad przywróceniem czasów świetności Kłobukowic poprzez prace remontowe prowadzone przez nowego właściciela na terenie zespołu pałacowego. 

## Badania archeologiczne
W 1992 roku w miejscowości mgr Iwona Młodkowska oraz mgr Zygmunt Firek przeprowadzili badania archeologiczne prowadzone na 9 stanowiskach. W poniższej tabeli znajdują się informacje o ilości i szacowanym wieku materiałów i przedmiotów odnalezionych w trakcie wykopalisk, z podziałem na stanowiska. Dane pochodzą z Kart Ewidencji Stanowiska Archeologicznego.
| Numer stanowiska | Funkcja obiektu | Kultura        | Bliższa chronologia     | Materiał masowy                                                        | Wyodrębnione znaleziska        |
| ---------------- | --------------- | -------------- | ----------------------- | ---------------------------------------------------------------------- | ------------------------------ |
| 1                | ślad osadniczy  | nieokreślona   | epoka kamienia          | 1 wiór krzemienny                                                      |                                |
| 1                | osada           | przeworska     | okres wpływów rzymskich | 7 ułamków ceramicznych                                                 |                                |
| 1                | osada           | nowożytna      | okres nowożytny         | 3 ułamki ceramiczne                                                    |                                |
| 2                | ślad osadniczy  | nieokreślona   | okres prehistoryczny    | 1 ułamek ceramiczny                                                    |                                |
| 2                | osada           | nowożytna      | okres nowożytny         | 7 ułamków ceramicznych                                                 |                                |
| 3                | osada           | nieokreślona   | okres prehistoryczny    | 6 ułamków ceramicznych                                                 |                                |
| 3                | osada           | średniowieczna | okres średniowiecza     | 23 ułamki ceramiczne                                                   | 1 denar koronny Jana Olbrachta |
| 3                | osada           | nowożytna      | okres nowożytny         | 11 ułamków ceramicznych                                                |                                |
| 4                | ślad osadniczy  | nieokreślona   | epoka kamienia          | 1 odłupek krzemienny                                                   |                                |
| 4                | osada           | nieokreślona   | okres prehistoryczny    | 8 ułamków ceramicznych                                                 |                                |
| 4                | osada           | średniowieczna | okres średniowiecza     | 6 ułamków ceramicznych                                                 |                                |
| 4                | ślad osadniczy  | nowożytna      | okres nowożytny         | 2 ułamków ceramiczne                                                   |                                |
| 5                | ślad osadniczy  | nieokreślona   | epoka kamienia          | 1 wiór krzemienny                                                      |                                |
| 5                | osada           | średniowieczna | okres średniowiecza     | 16 ułamków ceramicznych                                                |                                |
| 5                | osada           | nowożytna      | okres nowożytny         | 5 ułamków ceramicznych                                                 |                                |
| 6                | ślad osadniczy  | nieokreślona   | epoka kamienia          | 1 fr. wióra, 1 odłupek krzemienny                                      | 1 narzędzie wnękowe            |
| 6                | osada           | średniowieczna | okres średniowiecza     | 14 ułamków ceramicznych                                                |                                |
| 7                | osada           | nieokreślona   | nieokreślona            | 7 ułamków ceramicznych                                                 |                                |
| 8                | osada           | średniowieczna | okres średniowiecza     | 17 ułamków ceramicznych                                                |                                |
| 9                | osada           | nieokreślona   | epoka kamienia          | 1 rdzeń wielopiętowy, 1 drapacz na wiórze, 10 wiórów i odłupków krzem. |                                |
| 9                | ślad osadniczy  | łużycka        | epoka brązu             | 4 ułamki ceramiczne                                                    |                                |
| 9                | osada           | średniowieczna | okres średniowiecza     | 43 ułamki ceramiczne                                                   |                                |

## Przynależność administracyjna
| Okres     |            | Państwo                      | Województwo                |
| --------- | ---------- | ---------------------------- | -------------------------- |
| 1918-1939 | Polska     | Rzeczpospolita Polska        | województwo kieleckie      |
| 1939-1945 | III Rzesza | Generalne Gubernatorstwo     | dystrykt radomski          |
| 1945-1950 | Polska     | Rzeczpospolita Polska        | województwo kieleckie      |
| 1950-1952 | Polska     | Rzeczpospolita Polska        | województwo katowickie     |
| 1952-1975 | Polska     | Polska Rzeczpospolita Ludowa | województwo katowickie     |
| 1975-1989 | Polska     | Polska Rzeczpospolita Ludowa | województwo częstochowskie |
| 1989-1998 | Polska     | Rzeczpospolita Polska        | województwo częstochowskie |
| od 1999   | Polska     | Rzeczpospolita Polska        | województwo śląskie        |

## Ludność
W 1827 roku na terenie miejscowości znajdowało się 19 domów, ponad 50 lat później w 1880 roku było to już tylko 9 domów (4 należące do folwarku). W czasach współczesnych, w 2002 roku na terenie wsi znajdowało się 47 domów.

## Pałac
Na terenie wsi zachował się zespół pałacowy z eklektycznym dworkiem i ruinami XVIII-wiecznego spichlerza, parkiem w stylu angielskim oraz aleją drzew w kierunku Skrzydlowa. Od 2024 roku pałac ma nowego właściciela, który rozpoczął zabezpieczanie i odbudowę zniszczonego terenu. Pałac wraz ze spichlerzem i parkiem wpisano do rejestru zabytków 23 maja 2025 (nr rej. A/1577/25).

## Turystyka
Gmina Mstów słynie z malowniczych terenów przełomu Warty, co sprzyja rozwojowi turystyki kajakowej. W Kłobukowicach funkcjonują dwie duże wypożyczalnie z własnymi przystaniami, są to: tyrolki.pl oraz Jura Kajaki. Nad rzeką Wartą znajduje się obszerna strefa rekreacyjna (miejsca piknikowe, plac zabaw i boisko do siatkówki plażowej) oraz kąpielisko wraz z plażą.

## Transport
W miejscowości znajduje się przystanek autobusowy obsługiwany przez: 
- firmę PKS Częstochowa jako komunikację gminą na trasie Kuchary - Mstów (przesiadka na linię 30 MPK Częstochowa)[28],
- firmę Trans-Mech realizującą prywatne przewozy na trasie Garnek - Częstochowa[29].